# إليزافيتا أوستروغسكا
الأميرة إليزافيتا أوستروغسكا (بالأوكرانية: Гальшка Іллівна Острозька، بالإنجليزية: Elizaveta Ostrogska،بالبولندية: Elżbieta Ostrogska، بالروسية: Эльжбета (Гальша) Острожская، بالفرنسية: Elizaveta Ostrogska) (1539-1582)، والمعروفة أيضًا باسم إليزابيتا أو هالشكا، كانت وريثة روثينية. هي الابنة الوحيدة للأمير إيليا أوستروغسكي وبياتا كوشيليكا.

## السيرة
في 1539، ولدت إليزافيتا أوستروغسكا في قلعة أوستروه، بعد وفاة والدها بوقت قصير. ورثت ثروة كبيرة؛ مما جعلها جذابة كعروس للأزواج المحتملين.
عندما كانت في الرابعة عشرة من عمرها، أجبرها عمها (الملك) -ضد إرادة والدتها- على الزواج من ديميتر سانجوسكو -مالك كانيف وتشيركاسي وجيتومير. سرعان ما اضطر ديميتر إلى الفرار بسبب الصراع مع زغمونت الثاني أوغست، ولكن تم القبض على ديميتر وقتله في 1554.
في 1555، أجبرها الملك على الزواج من لوكاس غوركا؛ مرة أخرى ضد إرادتها وإرادة والدتها؛ فقد أرادت والدتها أن تتزوج إليزافيتا من سيميون أولكوفيتش، أمير سلوتسك. هربت الأم وابنتها إلى لفيف واختبأتا في الكنيسة الدومينيكية. في 1559، تسلل الأمير سيمون إلى الكنيسة مرتديًا ملابس متسول، وتزوج سراً من الأميرة إليزافيتا. لكن الملك لم يعترف بذلك، وأمر الأمير سيمون بإعادة إليزافيتا إلى لوكاس غوركا. حوصرت الكنيسة، وأُجبرت الأم وابنتها على الاستسلام وقبول إرادة الملك.
حاولت والدتها -بياتا كوشيليكا- لسنوات عديدة إلغاء زواجها من لوكاس غوركا. في هذه الأثناء، توفي الأمير سيميون. لذا بدأت إليزافيتا بالمشاركة في الشؤون الاجتماعية مع زوجها.
عاشت إليزافيتا مع غوركا في قلعته حتى وفاته في يناير 1573. عندما أصبحت إليزافيتا أرملة للمرة الثالثة، جعلها عمها تعطي له ولابنه جزءًا من ثروتها. في 1582، توفيت إليزافيتا وحيدة، مجنونة، عن عمر يناهز 43 عامًا.

## إلهامات
كان مصيرها المأساوي أساسًا لكتاب جوزيف إجناسي كراشيفسكي بعنوان "هالسكا Halszka" (ويلنو 1838)، كما صورها يان ماتيكو في خلفية "عظة سكارغي Kazanie Skargi".